# Upgant-Schott
Upgant-Schott – miejscowość i gmina w Niemczech, w kraju związkowym Dolna Saksonia, w powiecie Aurich, wchodzi w skład gminy zbiorowej Brookmerland.

## Osoby urodzone w Upgant-Schott
- Dieter Eilts – niemiecki piłkarz